# São Miguel de Taipu
São Miguel de Taipu é um município brasileiro do estado da Paraíba, localizado na Região Geográfica Imediata de João Pessoa. De acordo com o IBGE (Instituto Brasileiro de Geografia e Estatística), sua população estimada em 2019 foi de 7.368 habitantes. Sua área territorial é de 92,526 km².